# Коцик Андрій Михайлович
Андрій Михайлович Коцик — молодший сержант Збройних сил України, відзначився у ході російського вторгнення в Україну, учасник російсько-української війни, Герой України з удостоєнням ордена «Золота Зірка» (посмертно).

## Життєпис
Андрій Коцик народився 4 лютого 1987 року в селі Новоандріївка Одеської області. Закінчив школу, Ісаєвський професійний аграрний ліцей.
Після строкової служби переїхав у село Ясени, там працював будівельником. Також співав у церковному хорі, був гравцем футбольної команди, любив рибалити. 
З початком повномасштабного російського вторгнення в Україну, не маючи військового досвіду, сам вирішив долучитися до лав Збройних Сил України. Ніс військову службу в складі 108-го окремого гірсько-штурмового батальйону 10-ї окремої гірсько-штурмової бригади. Брав участь у найзапекліших боях. Зокрема, у грудні 2022 року керуючи штурмовою групою разом з співслуживцями успішно і без втрат захопили позицію ворога, знищивши чотирьох та взявши в полон 10 окупантів. Крім того, вони забрали у росіян 3 кулемети, снайперську гвинтівку, гранатомети та нічні приціли. Загинув 4 лютого 2023 року (у свій день народження) під час штурму позицій окупантів у районі селища Спірне Соледарської міської громади під Бахмутом на Донеччині. Поховали Андрія Коцика 10 лютого 2023 року в рідному селі.

## Родина
У загиблого залишилися рідний брат, друзі та побратими.

## Нагороди
- звання «Герой України» з удостоєнням ордена «Золота Зірка» (29 вересня 2023, посмертно) — за особисту мужність і героїзм, виявлені у захисті державного суверенітету та територіальної цілісності України, самовіддане служіння Українському народові